# Des lendemains qui chantent (film, 1996)
Pour les articles homonymes, voir Des lendemains qui chantent.
Pour plus de détails, voir Fiche technique et Distribution.
Des lendemains qui chantent est un film français réalisé par Caroline Chomienne et sorti en 1996.

## Synopsis
À la suite d'une mésaventure automobile trois amis vont rencontrer une série de personnes.

## Fiche technique
- Titre : Des lendemains qui chantent
- Réalisation :	Caroline Chomienne
- Scénario : Caroline Chomienne et Paul Allio
- Photographie : Jérôme Peyrebrune
- Costumes : Nathalie Raoul
- Décors : Sylvie Deldon
- Son : Patrick Allex
- Montage : Christian Dior
- Musique : Paul Allio
- Production : Les Films de l'Atalante
- Distribution : Les Films de l'Atalante
- Pays d’origine :  France
- Durée : 70 minutes
- Date de sortie : France - 29 mai 1996

## Distribution
- Pierre Allio : Pierre
- Julien Gangnet : Julien
- Alphonse Ghanem : Alphonse
- Pascal Mathieu : Pascal
- Élodie Mennegand : Julie
- Delia Routsova : Delia
- Christine Marneffe : Marie-Christine
- Otis-Gabriel Sabi : Otis
- Pierre Louis-Calixte : le joker
- Jackie Berroyer : le critique
- Samir Guesmi